# UTV電視台
UTV電視台（UTV，前稱阿爾斯特電視台，Ulster Television）是英國的一家商業電視台，在北愛爾蘭地區播出。UTV電視台原由UTV媒體公司所有，2016年2月被售予獨立電視公司。UTV在1958年11月成立，1959年10月31日開始播出，是北愛爾蘭第一家本地的電視台，現在整個愛爾蘭島都可以收看UTV的電視節目。除了轉播ITV的節目之外，UTV亦自行製作節目播出。2010年，UTV開始播出高畫質頻道。自2020年起，UTV实际播出时改为使用ITV（后为ITV1）的标志。

## 外部連結
- 官方網站